# Mauro Camoranesi
Mauro Germán Camoranesi, Ufficiale OMRI (n. 4 octombrie 1976, Tandil, Argentina) este un fost fotbalist italo-argentinian, retras din activitate, care a câștigat Campionatul Mondial cu Italia și acum joacă pentru Lanús. Este mijlocaș de obicei jucând pe partea dreaptă.

## Statistici carieră de club
|           |                      |                    | Campionat | Campionat | Cupă         | Cupă         | Continental   | Continental   | Total   | Total  |
| Sezon     | Club                 | Ligă               | Meciuri   | Goluri    | Meciuri      | Goluri       | Meciuri       | Goluri        | Meciuri | Goluri |
| Argentina | Argentina            | Argentina          | Campionat | Campionat | Cupă         | Cupă         | South America | South America | Total   | Total  |
| --------- | -------------------- | ------------------ | --------- | --------- | ------------ | ------------ | ------------- | ------------- | ------- | ------ |
| 1994–95   | Aldosivi             | Primera B Nacional | 31        | 0         |              |              |               |               | 31      | 0      |
| Mexic     | Mexic                | Mexic              | Campionat | Campionat | Cupă         | Cupă         | North America | North America | Total   | Total  |
| 1995–96   | Santos Laguna        | Primera División   | 13        | 1         |              |              |               |               | 13      | 1      |
| Uruguay   | Uruguay              | Uruguay            | Campionat | Campionat | Cupă         | Cupă         | South America | South America | Total   | Total  |
| 1997      | Montevideo Wanderers | Primera División   | 6         | 1         |              |              |               |               | 6       | 1      |
| Argentina | Argentina            | Argentina          | Campionat | Campionat | Cupă         | Cupă         | South America | South America | Total   | Total  |
| 1997–98   | Banfield             | Primera B Nacional | 38        | 16        |              |              |               |               | 38      | 16     |
| Mexic     | Mexic                | Mexic              | Campionat | Campionat | Cupă         | Cupă         | North America | North America | Total   | Total  |
| 1998–99   | Cruz Azul            | Primera División   | 39        | 11        |              |              |               |               | 39      | 11     |
| 1999–00   | Cruz Azul            | Primera División   | 36        | 10        |              |              |               |               | 36      | 10     |
| Italia    | Italia               | Italia             | Campionat | Campionat | Coppa Italia | Coppa Italia | Europe        | Europe        | Total   | Total  |
| 2000–01   | Hellas Verona        | Serie A            | 22        | 4         | 1            | 0            | -             | -             | 23      | 4      |
| 2001–02   | Hellas Verona        | Serie A            | 29        | 3         | 1            | 0            | -             | -             | 30      | 3      |
| 2002–03   | Juventus             | Serie A            | 30        | 4         | 1            | 0            | 13            | 1             | 44      | 5      |
| 2003–04   | Juventus             | Serie A            | 26        | 3         | 5            | 1            | 4             | 0             | 35      | 4      |
| 2004–05   | Juventus             | Serie A            | 36        | 4         | 1            | 0            | 9             | 1             | 46      | 5      |
| 2005–06   | Juventus             | Serie A            | 34        | 3         | 0            | 0            | 9             | 0             | 43      | 3      |
| 2006–07   | Juventus             | Serie B            | 33        | 4         | 2            | 0            | -             | -             | 35      | 4      |
| 2007–08   | Juventus             | Serie A            | 22        | 5         | 1            | 0            | -             | -             | 23      | 2      |
| 2008–09   | Juventus             | Serie A            | 19        | 1         | 1            | 0            | 6             | 1             | 26      | 2      |
| 2009–10   | Juventus             | Serie A            | 24        | 3         | 0            | 0            | 9             | 1             | 33      | 4      |
| Germania  | Germania             | Germania           | Campionat | Campionat | DFB-Pokal    | DFB-Pokal    | Europe        | Europe        | Total   | Total  |
| 2010–11   | Stuttgart            | Bundesliga         | 7         | 0         | 0            | 0            | 6             | 0             | 13      | 0      |
| Argentina | Argentina            | Argentina          | Campionat | Campionat | Cupă         | Cupă         | South America | South America | Total   | Total  |
| 2011      | Lanús                | Primera División   | 17        | 0         |              |              | 2             | 0             | 19      | 0      |
| 2011–12   | Lanús                | Primera División   | 15        | 0         |              |              | 3             | 1             | 18      | 1      |
| Țara      | Mexic                | Mexic              | 88        | 22        |              |              |               |               | 88      | 22     |
| Țara      | Uruguay              | Uruguay            | 6         | 1         |              |              |               |               | 6       | 1      |
| Țara      | Argentina            | Argentina          | 70        | 16        |              |              | 5             | 1             | 75      | 17     |
| Țara      | Italia               | Italia             | 275       | 34        | 13           | 1            | 50            | 4             | 338     | 39     |
| Țara      | Germania             | Germania           | 7         | 0         | 0            | 0            | 6             | 0             | 13      | 0      |
| Total     | Total                | Total              | 446       | 71        | 13           | 1            | 61            | 5             | 520     | 79     |

## Internațional
| Italia | Italia  | Italia |
| An     | Meciuri | Goluri |
| ------ | ------- | ------ |
| 2003   | 6       | 0      |
| 2004   | 5       | 0      |
| 2005   | 7       | 2      |
| 2006   | 11      | 1      |
| 2007   | 4       | 0      |
| 2008   | 9       | 1      |
| 2009   | 11      | 1      |
| 2010   | 2       | 0      |
| Total  | 55      | 5      |

## Palmares
- Primera División de México:

- Câștigător: 1996 (Santos Laguna)
- Locul doi (1): 1999 (Cruz Azul)

### Juventus
- Serie A

- Câștigător (1): 2002–03

- Coppa Italia

- Locul doi (1): 2003–04

- Supercoppa Italiana

- Câștigător (2): 2002, 2003
- Locul doi (1): 2005

- Serie B: 2006–07
- UEFA Champions League

- Locul doi (1): 2002–03

### Internațional
- Campionatul Mondial de Fotbal: 2006